# Johnny Archer

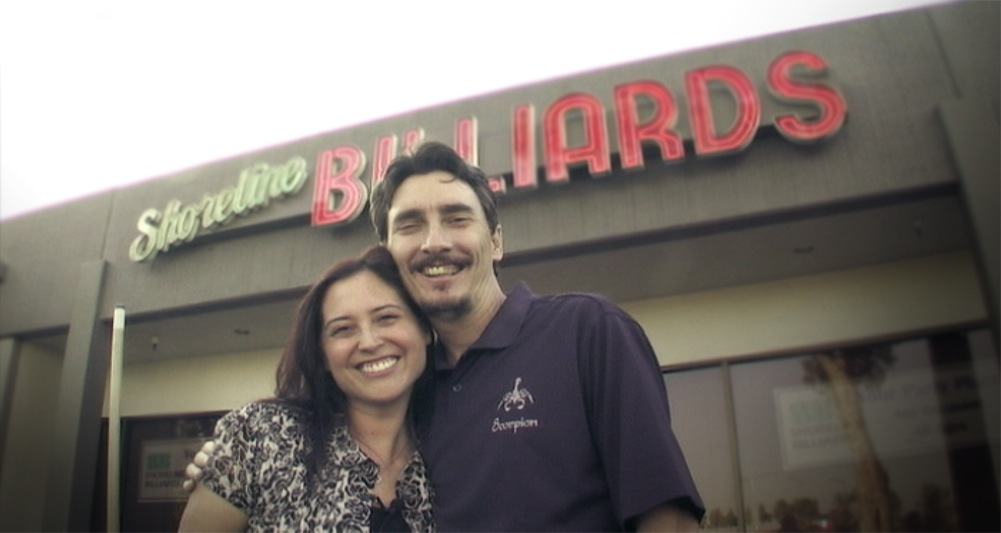
Johnny Archer met een van zijn fans

Johnny Archer (Waycross, 12 november 1968) is een Amerikaans poolbiljarter. Hij won onder meer het wereldkampioenschap 9-ball in zowel 1992 als 1997 en was in 1998 verliezend finalist. Zijn bijnaam luidt The Scorpion ('de schorpioen), wat zowel zijn sterrenbeeld is als de naam van een van zijn sponsors.
Archer nam (tot en met 2008) twaalfmaal deel aan de Mosconi Cup, die hij met het Amerikaanse team daarbij negen keer won. Sinds 2004 is hij aanvoerder van de Amerikanen. Archer is getrouwd met Melanie, met wie hij twee kinderen kreeg.

## Toernooizeges
Belangrijkste zeges:
- Joss Northeast Nine-ball Tour Classic VIII 2007
- Texas Hold 'Em Billiards Championship 2007
- International Challenge of Champions 2006
- SML Open 2006
- World Summit of Pool 2003
- Brunswick Pro Players 2003
- Sudden Death Seven-ball (2003, zie 7-ball)
- Enjoypool.com Nine-ball 2000
- US Open Nine-ball Championship 1998
- WPA World Nine-ball Championship 1997
- WPA World Nine-ball Championship 1992